# Almizaraque

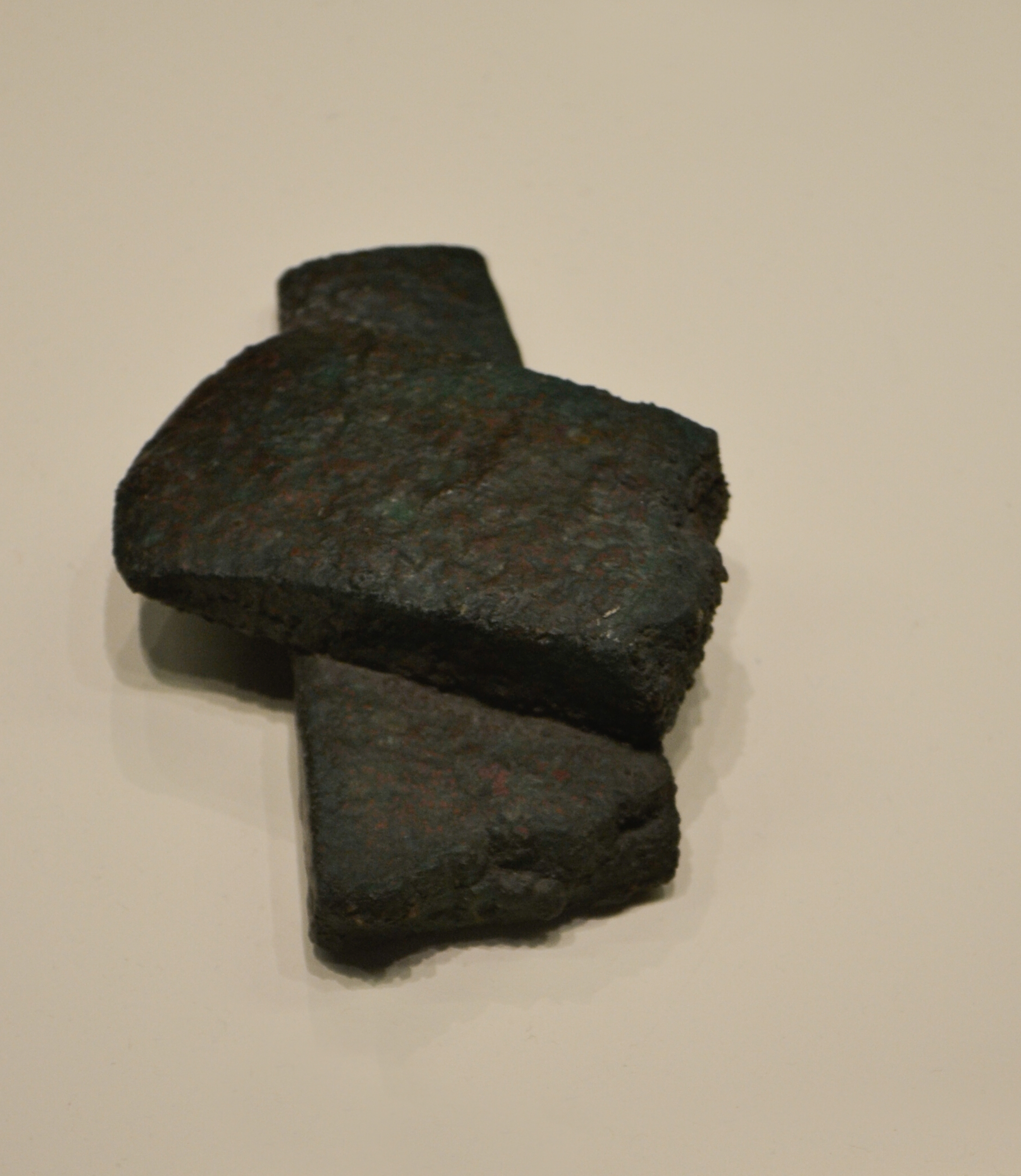
Zerbrochene Bronzeaxt aus Almizaraque

Almizaraque ist eine Ausgrabungsstätte im Vera-Becken etwa 1,5 km nördlich der spanischen Stadt Palomares. Auf einem etwa vier Meter hohen Hügel mit einer Länge von 100 m und 60 m Breite befand sich eine prähistorische Siedlung der Los Millares-Kultur.

## Erforschung
1903 und 1906 fand der belgische Bergbauingenieur Luis Siret (1860–1934) auf dem Hügel eine weibliche Statuette und im Südwesten eisenzeitliche Keramik. 1907 führte er erste Grabungen durch. In den Jahren 1932 und 1933 kehrte er zurück und führte weitere Ausgrabungen durch. Von 1980 bis 1984 leitete der spanische Archäologe Germán Delibes de Castro weitere Untersuchungen in Almizaraque. Der Hügel ist heute stark erodiert und man schätzt, dass nur ein Sechstel der Siedlung erhalten blieb.

## Beschreibung
Almizaraque liegt in dem gleichnamigen Flurstück zwischen den beiden Flüssen Almanzora und Rambla de la Canalejas (auch Rambla de Muleria genannt), etwa 1,2 km nordwestlich deren Zusammenfluss. Die Mittelmeerküste liegt etwa 3 km östlich und der Ort Las Herrerias etwa 1 km nordwestlich.
Es wurden fünf aufeinanderfolgende Siedlungsschichten entdeckt. Die unterste und älteste datiert in die Zeit von 2500 bis 2100 v. Chr. Über 300 Jahre entwickelte sich aus einer ursprünglich jungsteinzeitlichen langsam eine kupfereinzeitliche Siedlung von etwa 2500 m² mit runden Holzhütten, Silos, Gruben und kleinen Schuppen. Im Osten wurde das Gelände durch eine Stützmauer aus Lehm abgefangen. Auf Feldern, die nahe der Siedlung angelegt waren, betrieb man Ackerbau und Viehhaltung, wie Ziegen-, Schaf-, Rinder- und Schweineknochen zeigen. Außerdem machte man Jagd auf Hirsche.
Die folgenden vier Schichten umfassen nur den Zeitraum von 2100 bis 1900 v. Chr. In der zweiten Schicht zeichnet sich ein Bevölkerungsrückgang ab. Die Siedlung schrumpfte auf 1300 m² mit wesentlich weniger Häusern. Die Rundhäuser waren jetzt mit einem Durchmesser von 5–6 m größer. Man fand Gegenstände aus Feuerstein, Knochen und ein Gefäß, das der Glockenbecherkultur zugeordnet werden kann. Der Landbau war fortgeschrittener. Wahrscheinlich aufgrund von Versteppung ist in der dritten Schicht ein weiterer schneller Besiedelungrückgang fassbar. So schrumpft Almizaraque zeitweise bis auf 400 m². In der vierten Phase wird die Siedlung mit einer Mauer umgeben. So umgibt die Mauer, die dem Geländeverlauf folgt, eine Fläche von 700 m². Während man in dieser Schicht die meisten Metallgegenstände findet, geht der Anteil an Stein- und Knochenwerkzeugen zurück. Die Keramik, die bisher immer ocker war, ist grau. In der letzten Phase errichtete man eine neue Mauer. Sie verlief gradliniger, war jedoch von unregelmäßiger Struktur. Sie ist heute noch teilweise sichtbar. Vermutlich wegen abermaliger Versteppung wurde die Siedlung um 1900 v. Chr. endgültig aufgegeben.
In der Nähe der Siedlung fand man die dazugehörige Nekropole von Almizaraque. Aus späterer Zeit stammen die Überreste einer römischen Siedlung und von westgotischen Gräbern.

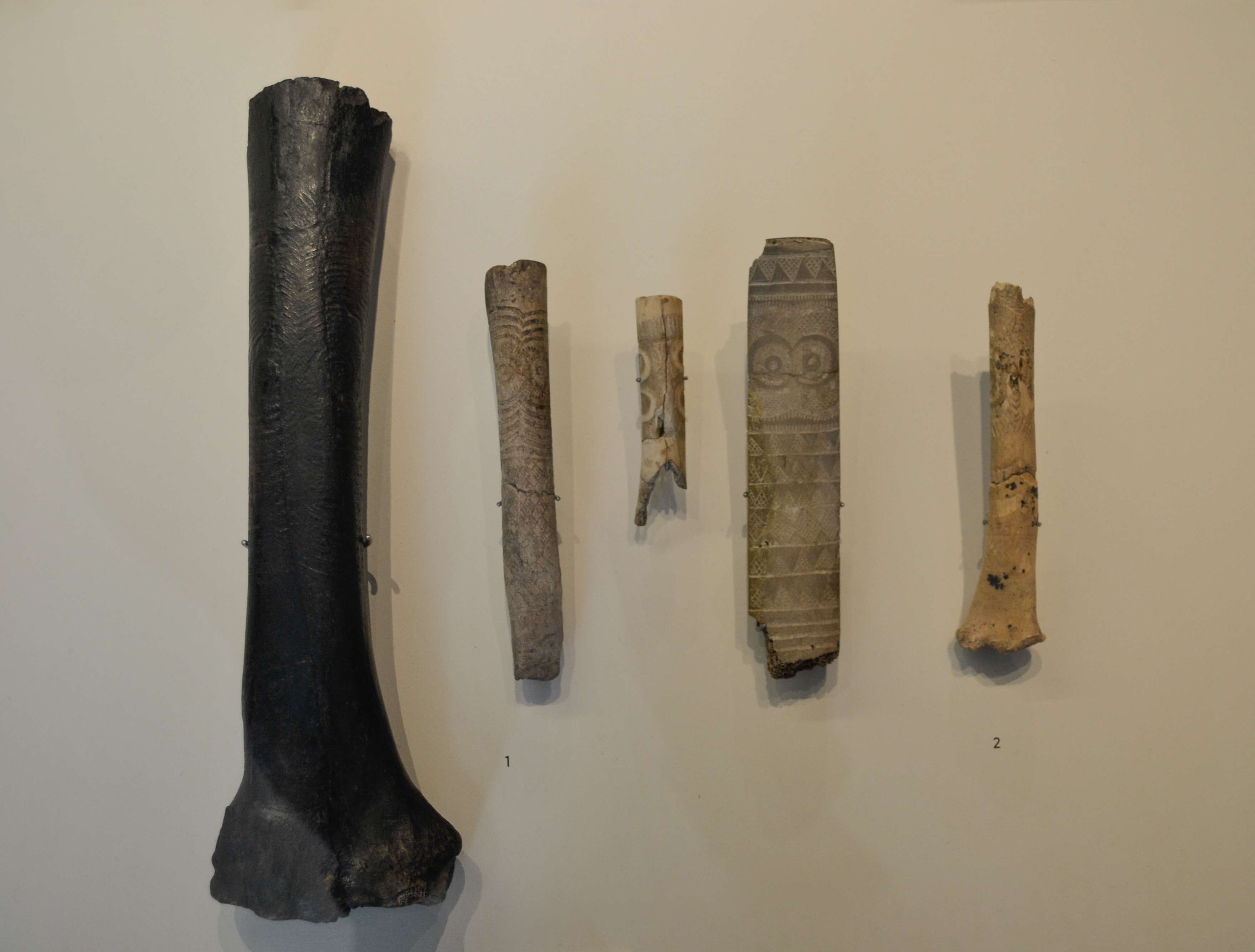
Augenidole aus Almizaraque aus Langknochen

## Interpretation
Almizaraque war nur ein kleiner Ort mit etwa 50 bis 70 Einwohnern. Wie Analysen von Schlackeresten belegen wurde hauptsächlich Erz aus den östlich gelegenen Bergen Sierra Almagrera verarbeitet. Da das dort geförderte Erz einen hohen Arsenanteil hat ließen sich ohne Zugabe eines Legierungselements direkt Arsenbronze gewinnen. Es bestand jedoch keine Industrie und es wurden nur kleine Mengen für den eigenen Verbrauch hergestellt.
Olaf Höckmann wies darauf hin, dass eine in Almizaraque ausgegrabene weibliche Elfenbeinfigur die ein mit Punkten ausgefülltes Schamdreieck hat, sehr stark an kretische Exemplare erinnert. Diese stammen aus der Frühminoischen Zeit (2600–1900 v. Chr.) und ahmen Figuren der Kykladenkultur nach. Dies wertete man als ein Indiz für die Kulturbeziehung zwischen den beiden Kulturräumen, die erst die Bronzeherstellung nach Südspanien gebracht haben sollen. Seit der Mitte der 1980er Jahre versuchten spanische Wissenschaftler eine eigenständige iberische Entwicklung der Bronzeherstellung zu beweisen. Bisher konnte keine der beiden Theorien eindeutig belegt werden.
Erwähnenswert sind noch das für die Los Millares-Kultur typische Idol in Form einer Sandale aus Knochen oder Elfenbein aus einem Haus der Siedlung und die Augenidole, die in Langknochen geschnitzt wurden.